# Siegelhof (Hammerwerk)

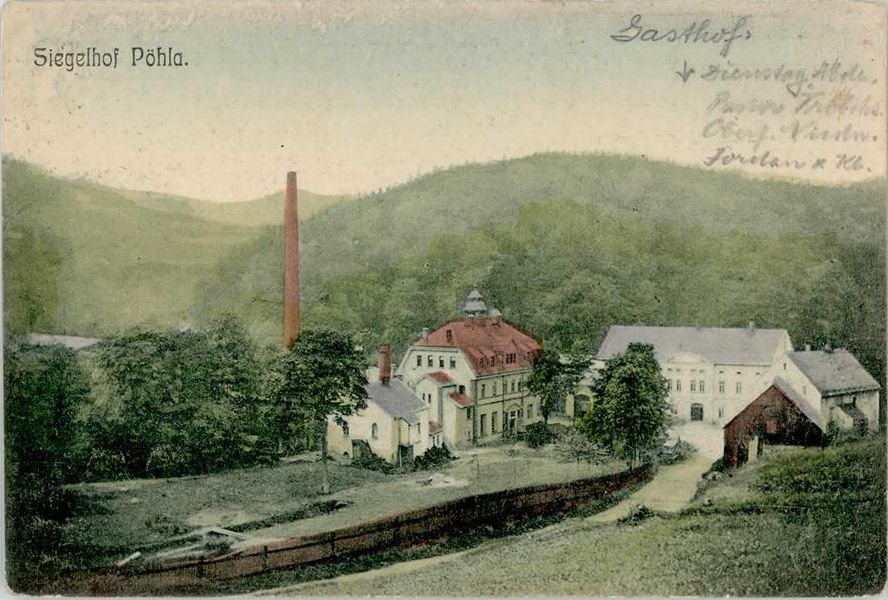
Der Siegelhof um 1900

Der Siegelhof ist ein ehemaliges Hammerwerk im Ortsteil Pöhla der Großen Kreisstadt Schwarzenberg im Erzgebirgskreis im Erzgebirge.

## Geographische Lage
Siegelhof liegt 537 m hoch an der Mündung des Luchsbaches in das Pöhlwasser an der Staatsstraße 271 zwischen Rittersgrün und Pöhla.

## Geschichte

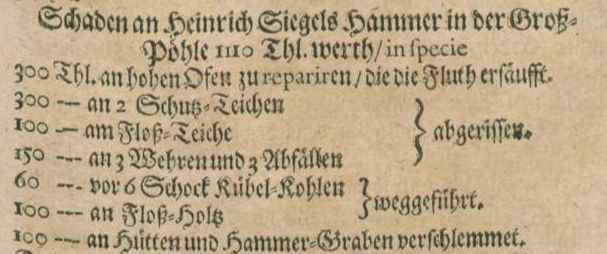
Bericht über Hochwasserschäden im Jahr 1661 im Hammerwerk Pfeilhammer

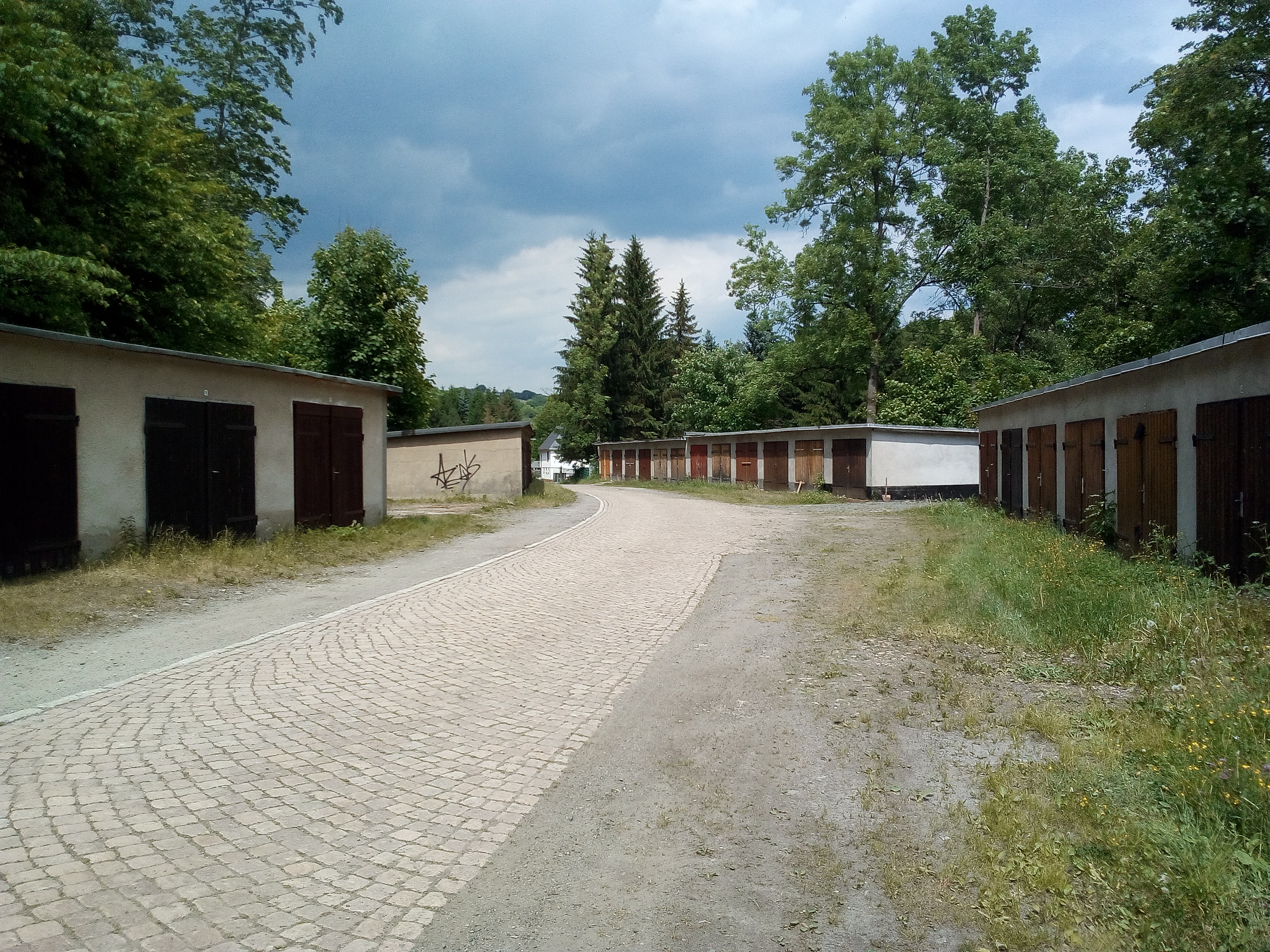
Standort ehemaligen Haltestelle Siegelhof, Blick Richtung Grünstädtel (2017)

1560 wird hier Teubners Hammer erwähnt. Das Hammerwerk befand sich spätestens 1565 im Besitz von Balthasar Siegel, der zum Namensgeber der kleinen Siedlung um den Eisenhammer wurde. Sein Sohn Andreas und danach dessen Sohn Heinrich Siegel übernahmen das Hammerwerk. Beim großen Hochwasser im August 1661 entstand an Siegels Hammerwerk ein Schaden von 1110 Talern, davon allein 300 Taler, um den Hohen Ofen zu reparieren, der in den Fluten versunken war, weitere 300 Taler an zwei Schutzteichen, 100 Taler am Floßteich, 150 Taler an drei Wehren und drei Wassergefällen, die weggerissen worden waren. 6 Schock gelagerte Kübel mit Kohlen für 60 Taler und Floßholz im Wert von 100 Talern wurden weggespült. Weitere 100 Taler musste Heinrich Siegel für die Beseitigung des Schlammes in den Hüttengebäuden und im Hammergraben aufwenden. Darüber berichtete Christian Lehmann. Im 18. Jahrhundert wurden beide Pöhlaer Hämmer vereint, in dem der Siegelsche Hammer in den Besitz der Familie von Elterlein auf Pfeilhammer überging. Bereits 1688 benannte man den Hammer nach seinem neuen Besitzer Biedermann. Letzte Besitzerin der Anlage in ihrer eigentlichen Funktion war bis Mitte des 19. Jahrhunderts die Firma Nestler & Breitfeld. Nestler und Breitfeld erwarben am 8. Oktober 1834 den Siegelhof.
Über Pöhla schrieb Johann Traugott Lindner in seinem 1848 erschienenen Buch Wanderungen durch die interessantesten Gegenden des Sächsischen Obererzgebirges  unter der Überschrift Großpöhla:
In den 109 dicht zusammen gedrängten und vielfach in einander verkästelten und beschindelten Häusern, mit Einschluß von dem nebengelegenen Kleinpöhla, wohnen nicht weniger als 1489 Menschen, von welchen das Männergeschlecht bei den beiden Hammerwerken, den sogenannten Biedermann’schen und dem Pfeilhammer, größtentheils seine Nahrung findet, Weiber und Kinder hingegen das Spitzenklöppeln treiben.
1856 erfolgte die Umwandlung des Hammerwerkes in eine Holzstofffabrik, die noch zu DDR-Zeiten produzierte und als Werk II Siegelhof Teil des VEB Pappen- und Kartonagenfabrik Raschau war.
1873 wurde in Siegelhof ein Forstamtsgebäude errichtet, in dem der für das bis zum Fichtelberg reichende Forstrevier zuständige Förster seinen Dienstsitz hatte. Außerdem diente das unmittelbar an der Talstraße gelegene ehemalige Hammerwerksgebäude vor dem Zweiten Weltkrieg als Gasthof und Sommerfrische.
Nach dem Krieg wurde der Gasthof intensiv durch die SDAG Wismut genutzt. Als Kantine und Verkaufsraum für die Kumpels aus dem nahe gelegenen Schacht war der Siegelhof ein zentraler Anlaufpunkt bis Mitte der 1970er Jahre. Danach verfiel das Gebäude zusehends. Der Glasboden aus dem Tanzsaal wurde später in der Gaststätte St. Katharina in Waschleithe verlegt und ist dort noch heute zu besichtigen. Nach 1990 wurden die Räumlichkeiten einige Jahre durch eine Bar und Spielhalle genutzt. Heute ist das Gebäude Siegelhof eine Ruine.
Bis 1972 existierte der kleine Bahnhof Siegelhof an der Schmalspurbahn Grünstädtel–Oberrittersgrün. Mit der Stilllegung der Strecke wurde das Areal mit Garagen bebaut. Heute erinnern nur noch die Reste eines Wartehäuschens an diesen zwischen Pöhlwasser und Sprungschanze gelegenen Haltepunkt. Das Wartehäuschen wurde 2014 im Schmalspurbahnmuseum Oberrittersgrün eingelagert.
Am Siegelhof mündet der Luchsbach in das Pöhlwasser. Das landschaftlich reizvolle Luchsbachtal nimmt hier seinen Anfang. Zwischen dem Schererzwald und dem Kalmhausgut findet man die ehemalige Sternkopf Schneidmühle und einige wenige Häuser, die noch heute den Pöhlaer Ortsteil Siegelhof bilden.